# Kadokawa Future Publishing
Kadokawa Future Publishing (japonsky 株式会社KADOKAWA Future Publishing, Kabušiki gaiša KADOKAWA Fjúčú Paburiššingu) je vydavatelskou divizí společnosti Kadokawa Corporation, která se stará o publikaci mang, románů, light novel, časopisů, her a jiných druhů médií. Spravuje osm různých vydavatelství, které se v roce 2013 spojily s mateřskou společnosti a staly se jejími obchodními značkami. Společnost řídila skupinu Kadokawa Group, ve které se nacházelo několik firem, jež byly úzce spojeny s Kadokawa Šoten. Kadokawa Dwango oznámilo v únoru 2019 restrukturalizaci a v červenci téhož roku došlo k další reorganizaci společnosti. 

## Historie
Společnost byla založena 2. dubna 1954 pod názvem Kadokawa Šoten. Dne 1. dubna 2003 byla přejmenována na Kadokawa Holdings a dosavadní vydavatelské obchodní činnosti byly přesunuty do Kadokawa Šoten Publishing. Dne 1. července 2006 byla společnost opět přejmenována a představena pod názvem Kadokawa Group Holdings. V lednu 2007 získala uvnitř firmy Kadokawa Šoten Publishing řídící obchodní činnosti, přičemž obchodní činnosti týkající se časopisů byly přesunuty do Kadokawy Magazine Group. Dne 22. června 2013 došlo k dalšímu změnu názvu společnosti, a to na Kadokawa Corporation.
Dne 1. října 2013 bylo devět společností ve skupině Kadokawa Group (ASCII Media Works, Čukei Publishing, Enterbrain, Fudžimi Šobó, Kadokawa Gakugei Publishing, Kadokawa Production, Kadokawa Magazines, Kadokawa Šoten a Media Factory) spojeno s firmou Kadokawa Corporation. Osm z nich se stalo jejími obchodními značkami. Kadokawa Production bylo rozpuštěno a začleněno do General IP Business Headquarters. Dne 30. prosince 2013 Kadokawa oznámila, že získala 100 % podíl v nakladatelství Čóbunša.
Dne 14. května 2014 bylo ohlášeno, že se společnosti Kadokawa Corporation a Dwango, majitel firmy Niconico, 4. října 2014 spojí a dají vzniku holdingové společnosti Kadokawa Dwango. Kadokawa a Dwango pak budou jejími dceřinými společnostmi. V únoru 2019 došlo k restrukturalizaci Kadokawy Dwango, kdy se Dwango stalo přímou dceřinou společností firmy Kadokawa Corporation.
Dne 1. července 2019 došlo k další reorganizaci Kadokawy Dwango. Pod přímou správou Kadokawy Corporation zůstala vydavatelská divize, která byla pojmenována Kadokawa Future Publishing. Z Kadokawy Dwango se stala druhá generace firmy Kadokawa Corporation a holdignová společnost všech firem skupiny Kadokawa Group. Původní Kadokawa Šoten se stala divizí Kadokawy Future Publishing.

## Struktura

### Divize
- ASCII Media Works
- Čukei Publishing
- Enterbrain
- Fudžimi Šobó
- Kadokawa Gakugei Publishing
- Kadokawa Magazines
- Kadokawa Šoten
- Media Factory

### Dceřiné společnosti
- Building Book Center
- Kadokawa Key-Process